# 阿卜杜勒·瓦希德·卡卡爾
阿卜杜勒·瓦希德·卡卡尔將軍（转写：Abdul Waheed Kakar，1937年3月23日—）是一名巴基斯坦陆军的高级军官，軍銜為四星上將。担任第5任巴基斯坦陆军總参谋长，于1993年1月12日上任，直到1996年1月12日退休。
他的任命是对陆军總参谋长阿西夫·纳瓦兹将军突然去世的回应，值得注意的是，他取代了五名资历更深的高级陆军高级将领。 卡卡将军在1993年确保時任巴基斯坦总统吳拉姆·伊沙克·汗和總理纳瓦兹·谢里夫辞职得以解决宪法危机之后，监督了1993年巴基斯坦大选。